# Suursaari (ö i Pihtipudas, Kolima)
Suursaari är en ö i Finland. Den ligger i sjön Kolima och i kommunerna Pihtipudas och Viitasaari och landskapet Mellersta Finland, i den centrala delen av landet, 300 km norr om huvudstaden Helsingfors. Öns area är 9,3 hektar och dess största längd är 440 meter i nord-sydlig riktning.